# Eva Kinsky

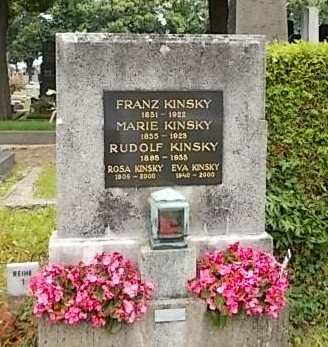
Grabstätte von Eva Kinsky

Eva Kinsky (* 28. Juni 1945 in Wien; † 2. Februar 2000 in München) war eine österreichische Schauspielerin und Synchronsprecherin.

## Leben
1961 gab sie im Alter von 16 Jahren ihr Debüt als Theaterschauspielerin an den Vereinigten Bühnen Graz. Es folgten Bühnenengagements in Wiesbaden, Basel, im Wiener Theater in der Josefstadt sowie Gastspiele im Kölner Domtheater und in München.
1965 gab sie ihr Filmdebüt mit einer kleinen Rolle in Rolf Thieles Komödie Das Liebeskarussell. Zu ihren weiteren Kinoproduktionen gehören unter anderem die Marie von Ebner-Eschenbach-Adaption Ruf der Wälder, Fremde Stadt und Der Hexer. Im Fernsehen spielte sie im Mehrteiler Mit den Clowns kamen die Tränen nach Johannes Mario Simmel, in Tom Toelles Komödie Lonny, der Aufsteiger und gab zahlreiche Gastauftritte in Serien wie Der Kommissar, Derrick, Der Alte und SOKO 5113.
Darüber hinaus war sie ab 1966 umfangreich in der Synchronisation tätig und lieh ihre Stimme bekannten Stars wie Shelley Duvall (Shining), Carol Kane (Der Stadtneurotiker), Liza Minnelli (New York, New York), Ornella Muti (Gib dem Affen Zucker) sowie Donna Mills in der Fernsehserie Unter der Sonne Kaliforniens.
Am 2. Februar 2000 verstarb Eva Kinsky im Alter von 54 Jahren in München, und ihre Grabstelle befindet sich auf dem Ottakringer Friedhof (Gr. 19, R. 1, Nr. 30) in Wien.

## Filmografie
- 1962: Bluthochzeit (TV)
- 1963: Drei Einakter von Francois Paliard (TV)
- 1963: Ein Königreich für ein Bett (Fernsehserie, 1 Folge)
- 1965: Das Liebeskarussell
- 1965: Ruf der Wälder
- 1966: Das Haus auf der Insel (TV)
- 1967: Freitag muß es sein (TV)
- 1968: 69 Liebesspiele
- 1968: Celimar (TV)
- 1968: Testament
- 1969: Ein Engel auf Erden (TV)
- 1969: Der Kommissar – Auf dem Stundenplan: Mord
- 1970: Der Kommissar – In letzter Minute
- 1970: Das Geständnis (TV)
- 1970: Merkwürdige Geschichten – Nicht von dieser Welt (Fernsehserie, 1 Folge)
- 1971: Zwischenspiel oder Die neue Ehe (TV)
- 1972: Fremde Stadt
- 1973: Gestern gelesen (Fernsehserie, 5 Folge)
- 1974: Das Spukschloß von Baskermore (TV)
- 1974: Magdalena – vom Teufel besessen
- 1974: Der kleine Doktor (Fernsehserie, 1 Folge)
- 1974–1977: Graf Yoster gibt sich die Ehre (Fernsehserie, 5 Folge)
- 1976: Münchnerinnen (TV)
- 1980: Der Alte – Morddrohung
- 1982: Der Alte – Hass
- 1983: Polizeiinspektion 1 (Fernsehserie, 1 Folge)
- 1984: Verkehrsgericht (Fernsehserie, 1 Folge)
- 1985: Derrick: Die Tänzerin (Fernsehserie, 1 Folge)
- 1985: Der Finger im Revolverlauf (TV)
- 1986: Duett zu Dritt (TV)
- 1990: Mit den Clowns kamen die Tränen (TV)
- 1991: SOKO München: Der synthetische Tod (Fernsehserie, 1 Folge)
- 1992: Das kleine Gespenst (Stimme)
- 1995: Um die 30 (Fernsehserie)
- 1997: Unser Charly (Fernsehserie, 1 Folge)
- 1998: Auch Männer brauchen Liebe (TV)
- 2001: Lonny, der Aufsteiger